# UFC 284
UFC 284: Makhachev vs. Volkanovski（ユーエフシー・ツーエイティフォー：マカチェフ・バーサス・ヴォルカノフスキー）は、アメリカ合衆国の総合格闘技団体「UFC」の大会の一つ。2023年2月12日、西オーストラリア州パースのRACアリーナで開催された。

## 大会概要
本大会はライト級王者イスラム・マカチェフとフェザー級王者アレクサンダー・ヴォルカノフスキーによるUFC世界ライト級タイトルマッチ、ヤイール・ロドリゲスとジョシュ・エメットによるUFC世界フェザー級暫定王座決定戦が組まれた。

## 試合結果

### アーリープレリム
第1試合 157.5ポンド契約 5分3R
○  エルブス・ブレナー vs.  ズバイラ・ツフゴフ ×
3R終了 判定2-1（29-28、28-29、30-27）
※ツフゴフの体重超過によりライト級から変更。
第2試合 フェザー級 5分3R
○  ブレイク・ビルダー vs.  シェーン・ヤング ×
3R終了 判定3-0（30-27、30-27、29-28）
第3試合 女子ストロー級 5分3R
○  ロマ・ルックブーンミー vs.  エリース・リード ×
2R 0:44 リアネイキドチョーク
第4試合 フェザー級 5分3R
○  ジャック・ジェンキンス vs.  ドン・シェイニス ×
3R終了 判定3-0（30-27、30-27、29-28）

### プレリミナリーカード
第5試合 ライト級 5分3R
○  ジェイミー・ムラーキー vs.  フランシスコ・プラド ×
3R終了 判定3-0（30-27、30-27、30-27）
第6試合 127ポンド契約 5分3R
○  クレイドソン・ホドリゲス vs.  シャノン・ロス ×
1R 0:59 TKO（スタンドパンチ連打）
※ホドリゲスの体重超過によりフライ級から変更。
第7試合 フェザー級 5分3R
○  ジョシュア・クリバオ vs.  メルシック・バグダザリアン ×
2R 2:02 リアネイキドチョーク
第8試合 ライトヘビー級 5分3R
○  モデスタス・ブカウスカス vs.  タイソン・ペドロ
3R終了 判定3-0（30-27、29-28、29-28）

### メインカード
第9試合 ライトヘビー級 5分3R
△  ジミー・クルート vs.  アロンゾ・メニフィールド △
3R終了 判定1-0（29-27、28-28、28-28）
第10試合 ヘビー級 5分3R
○  ジャスティン・タファ vs.  パーカー・ポーター ×
1R 1:05 KO（左ストレート）
第11試合 ウェルター級 5分3R
○  ジャック・デラ・マダレナ vs.  ランディ・ブラウン ×
1R 2:13 リアネイキドチョーク
第12試合 UFC世界フェザー級暫定王座決定戦 5分5R
○  ヤイール・ロドリゲス vs.  ジョシュ・エメット ×
2R 4:19 三角絞め
※ロドリゲスが王座獲得に成功。
第13試合 UFC世界ライト級タイトルマッチ 5分5R
○  イスラム・マカチェフ vs.  アレクサンダー・ヴォルカノフスキー ×
5R終了 判定3-0（48-47、48-47、49-46）
※マカチェフが王座の初防衛に成功。

### 各賞
ファイト・オブ・ザ・ナイト：イスラム・マカチェフ vs. アレクサンダー・ヴォルカノフスキー
パフォーマンス・オブ・ザ・ナイト：ヤイール・ロドリゲス、ジャック・デラ・マダレナ
各選手にはボーナスとして5万ドルが授与された。

### カード変更
負傷などによるカードの変更は以下の通り。